# Тимерман, Хакобо
Хакобо Тимерман (исп. Jacobo Timerman, 6 января 1923, Бар, Украинская ССР — 11 ноября 1999, Буэнос-Айрес, Аргентина) — аргентинский журналист, издатель, подвергшийся преследованиям со стороны аргентинской хунты во время «Грязной войны». Был репрессирован во время «Процесса национальной реорганизации». Отец министра иностранных дел Аргентины Эктора Тимермана.

## Биография
Хакобо Тимерман родился 6 января 1923 года в городе Бар (Украина) в еврейской семье. В 1928 году семья Тимерманов эмигрировала в Аргентину, где поселилась в окрестностях Буэнос-Айреса. В юношестве Хакобо Тимерман участвовал в сионистском молодёжном движении Ха-шомер ха-цаир.
В начале 50-х годов XX столетия начал публиковать свои статьи в аргентинских газетах «Noticias Gráficas», «La Razón», «El Mundo», «La Nación», журнале «Correo Electrónico». Вёл политическую колонку в газете «Diario Clarín».
В 1960 году Хакобо Тимерман стал главным редактором периодических изданий «El Siglo» и «El Mundo». В 1962 году он основал журнал «Primera Plana» и в 1965 году — журнал «Confirmado».
В 1971 году им была основана ежедневная газета «La Opinión», в которой под руководством Хакобо Тимермана стали публиковаться статьи о нарушении прав человека во время «Грязной войны». За свою оппозиционную деятельность Хакобо Тимерман был арестован 15 апреля 1977 года. Допросы вёл начальник полиции Рамон Кампс, наиболее жестокий из функционеров «Грязной войны». В одиночном заключении Тимерман подвергался пыткам током и избиениям. Его обвиняли в связях с партизанским движением «Монтонерос», в отмывании денег с финансистом Давидом Грайвером и в организации на территории Патагонии независимого еврейского государства Андиния. В сентябре 1979 года Хакобо Тимерман был освобождён из заключения, после чего он перебрался в Израиль, где поселился в Тель-Авиве.
В 1981 году он написал книгу о своём содержании в тюрьме под названием Prisoner Without a Name, Cell Without a Number. В 1982 году он издал книгу «The Longest War», которая стала его ответом на Ливанскую войну. Через некоторое время он переехал в Мадрид, а затем — в Нью-Йорк.
В 1984 году он вернулся в Аргентину и в 1987 году издал книгу Chile: Death in the South, в которой критиковал режим Аугусто Пиночета.
11 ноября 1999 года Хакобо Тимерман умер в Буэнос-Айресе.
9 октября 2007 года католический священник Кристиан фон Вернич, бывший духовник генерала Рамона Кампса, был признан виновным и приговорён к пожизненному заключению за участие в пытках и убийствах политзаключённых, в том числе за пытки Хакобо Тимермана. В 1986 году сам генерал Кампс был приговорён к 25 годам лишения свободы, однако в 1990 году помилован.

## Семья
У Хакобо Тимермана было трое сыновей, среди которых известен Эктор Тимерман, ставший в 2010 году министром иностранных дел Аргентины.

## Награды
- В 1980 году Хакобо Тимерману была присвоена награда Золотое перо свободы Всемирной газетной ассоциации.
- В 1981 году Американское общество журналистов и авторов присвоило Хакобо Тимермана награду Conscience-in-Media Award;
- В 1981 году Институт политических исследований присвоило награду Letelier-Moffitt Human Rights Award;
- В 2000 году Международный институт прессы удостоил Хакобо Тимермана звания «Герой международной свободной прессы».

## Память
В 1983 году вышел документальный фильм Jacobo Timerman: Prisoner Without A Name, Cell Without A Number, посвящённый тюремному заключению Хакобо Тимермана.

## Источник
- Mochkofsky, Graciela: Timerman. El periodista que quiso ser parte del poder (1923—1999). Bs. As., Editorial Sudamericana, noviembre de 2003. ISBN 950-07-2420-0